# Bernard Mabula
Bernard Mabula (* 1920 in Bugoda, Tansania; † 24. Februar 2007) war Bischof von Singida in Tansania.

## Leben
Bernard Mabula empfing am 15. August 1952 die Priesterweihe. Am 9. Januar 1969 wurde er von Papst Paul VI. zum Weihbischof im Erzbistum Tabora und zum Titularbischof von Fidoloma ernannt. Die Bischofsweihe spendete ihm der Erzbischof von Tabora, Marko Mihayo, am 4. Mai desselben Jahres. Mitkonsekratoren waren der Bischof von Karema, Charles Msakila, und der Bischof von Mwanza, Renatus Lwamosa Butibubage.
Am 25. März 1972 folgte die Ernennung zum Bischof in dem neu gegründeten Bistum Singida. 1999 wurde seinem Rücktrittsgesuch durch Johannes Paul II. stattgegeben.